# Arkadiusz Mularczyk
Arkadiusz Mularczyk (ur. 4 lutego 1971 w Raciborzu) – polski polityk, prawnik i samorządowiec, adwokat, poseł na Sejm V, VI, VII, VIII, IX i X kadencji, w latach 2011–2014 przewodniczący klubu parlamentarnego Solidarnej Polski, w latach 2020–2023 wiceprzewodniczący Krajowej Rady Sądownictwa, w latach 2022–2023 sekretarz stanu w Ministerstwie Spraw Zagranicznych, poseł do Parlamentu Europejskiego X kadencji.

## Życiorys

### Wykształcenie i działalność zawodowa
Syn Ryszarda i Janiny Mularczyków, urodził się i wychowywał w Raciborzu. W 1995 ukończył studia na Wydziale Prawa i Administracji Uniwersytetu Jagiellońskiego w Krakowie, po których od 1997 pracował m.in. w Biurze Legislacyjnym Kancelarii Senatu. W 1999 zdał egzamin na członków rad nadzorczych spółek Skarbu Państwa. W 2000 ukończył podyplomowe studia w Helsińskiej Fundacji Praw Człowieka w Warszawie „Prawa i Wolności Człowieka”. W 2001 zdał egzamin adwokacki w Okręgowej Radzie Adwokackiej w Krakowie, po czym do 2005 praktykował w zawodzie adwokata.

### Działalność polityczna

Arkadiusz Mularczyk i George Simion (2025)

W latach 1998–2002 był radnym rady miasta w Nowym Sączu (z listy Akcji Wyborczej Solidarność). W 2002 wstąpił do Prawa i Sprawiedliwości.
W 2005 z listy PiS został wybrany na posła V kadencji w okręgu nowosądeckim z wynikiem 9566 głosów. W Sejmie był wiceprzewodniczącym Komisji Sprawiedliwości i Praw Człowieka oraz Komisji Nadzwyczajnej do spraw zmian w kodyfikacjach, przewodniczącym Podkomisji stałej do spraw nowelizacji prawa karnego, członkiem Komisji Ustawodawczej i Podkomisji stałej ds. Trybunału Konstytucyjnego.
Był jednym z autorów tzw. ustawy lustracyjnej, znowelizowanej tzw. nowelizacją prezydencką, uznanej przez Trybunał Konstytucyjny w znacznej części za niekonstytucyjną. W czasie postępowania przed TK dotyczącej zbadania zgodności z Konstytucją tej ustawy był przedstawicielem Sejmu. Złożył wniosek o odroczenie rozprawy, powołując się na dostęp do informacji zawartych w dokumentach Instytutu Pamięci Narodowej, z których miało według niego wynikać, że dwóch sędziów Trybunału Konstytucyjnego (Marian Grzybowski oraz Adam Jamróz) zostało zarejestrowanych jako kontakty operacyjne w Departamencie I Wydziału II Ministerstwa Spraw Wewnętrznych PRL. Rozprawy nie odroczono, a obaj sędziowie wyłączyli się od rozpoznania sprawy. W 2007 Okręgowa Rada Adwokacka w Krakowie wszczęła postępowanie wyjaśniające w ramach postępowania dyscyplinarnego w stosunku do Arkadiusza Mularczyka wobec podejrzenia, że jego zachowanie w trakcie rozprawy przed TK naruszyło zasady kodeksu etyki adwokackiej. Postępowanie to zostało umorzone w 2008 przez rzecznika dyscyplinarnego przy NRA wobec uznania, że nie doszło do naruszenia zasad etyki adwokackiej. W marcu 2010 Sąd Okręgowy Warszawa-Praga w Warszawie orzekł w pierwszej instancji, że Jerzy Stępień (były prezes TK) ma przeprosić Arkadiusza Mularczyka za stwierdzenie, jakoby ten w 2007 wprowadził Trybunał Konstytucyjny w błąd. W październiku tego samego roku Sąd Apelacyjny w Warszawie w postępowaniu odwoławczym prawomocnie zmienił zaskarżony wyrok i oddalił w całości powództwo. Arkadiusz Mularczyk wygrał w pierwszej instancji proces cywilny ze Stefanem Niesiołowskim w sprawie jego wypowiedzi związanej z tą sprawą.
W wyborach parlamentarnych w 2007 Arkadiusz Mularczyk po raz drugi uzyskał mandat poselski, otrzymując 49 929 głosów. W VI kadencji został członkiem Komisji Sprawiedliwości i Praw Człowieka jako zastępca przewodniczącego, Komisji Ustawodawczej. Zasiadał także w sejmowej komisji śledczej do zbadania sprawy zarzutu nielegalnego wywierania wpływu na funkcjonariuszy policji, służb specjalnych, prokuratorów i osoby pełniące funkcje w organach wymiaru sprawiedliwości. W 2009 bez powodzenia kandydował do Parlamentu Europejskiego z okręgu Warszawskiego, otrzymał wówczas 53 229 głosów.
W wyborach parlamentarnych w 2011 został ponownie liderem listy PiS do Sejmu w okręgu nowosądeckim. W głosowaniu uzyskał wynik 45 801 głosów i ponownie zdobył mandat poselski. W Sejmie VII kadencji został wiceprzewodniczącym Komisji Odpowiedzialności Konstytucyjnej oraz członkiem Komisji Spraw Zagranicznych. Współtworzył klub parlamentarny Solidarna Polska. Równocześnie pozostał członkiem PiS, z którego jednak wkrótce został usunięty. W 2012 wszedł w skład delegacji Sejmu i Senatu do Zgromadzenia Parlamentarnego Rady Europy. W 2012 współtworzył partię Solidarna Polska, był przewodniczącym klubu parlamentarnego tego ugrupowania do 27 maja 2014, gdy klub ten przestał istnieć, jednak został szefem kilka dni później powołanego koła parlamentarnego tej partii. Kandydował też z jej listy w wyborach do Parlamentu Europejskiego w tym samym roku (partia nie uzyskała mandatów). W lipcu 2014 został wiceprzewodniczącym nowo powołanego klubu parlamentarnego Sprawiedliwa Polska, od marca 2015 działającego pod nazwą Zjednoczona Prawica.
W 2015 został ponownie wybrany do Sejmu, otrzymując 36 903 głosy. Został przewodniczącym Komisji Nadzwyczajnej do spraw zmian w kodyfikacjach. W listopadzie 2016 odszedł z Solidarnej Polski, zgłaszając ponownie akces do PiS, do którego został przyjęty w lutym 2017. Również w 2017 został przewodniczącym Parlamentarnego Zespołu ds. Oszacowania Wysokości Odszkodowań Należnych Polsce Od Niemiec Za Szkody Wyrządzone W Trakcie II Wojny Światowej.
W wyborach do Parlamentu Europejskiego w 2019 kandydował z listy komitetu wyborczego Prawo i Sprawiedliwość w okręgu wyborczym nr 10 (Kraków), jednak nie uzyskał mandatu poselskiego. W wyborach krajowych w tym samym roku z powodzeniem ubiegał się o poselską reelekcję w dotychczasowym okręgu, otrzymując 72 660 głosów. W IX kadencji Sejmu został wiceprzewodniczącym Komisji Spraw Zagranicznych i Komisji Ustawodawczej, a także członkiem Komisji Regulaminowej, Spraw Poselskich i Immunitetowych.
22 listopada 2019 został wybrany przez Sejm w skład Krajowej Rady Sądownictwa. W październiku 2020 został wybrany przez KRS na stanowisko jej wiceprzewodniczącego (funkcję tę pełnił do końca kadencji Sejmu w 2023). Również w 2020 został przewodniczącym delegacji polskiego parlamentu do Zgromadzenia Parlamentarnego Rady Europy, a w 2021 został wiceprzewodniczącym tego zgromadzenia. Jako poseł był autorem wniosków posłów PiS do Trybunału Konstytucyjnego, a także przedstawicielem Sejmu w kolejnych postępowaniach przed TK.
W rankingu 50 najbardziej wpływowych prawników w Polsce opracowywanym przez „Dziennik Gazetę Prawną” umieszczany na miejscach 16. (za 2017) i 32. (za 2020).
W lipcu 2022 został przewodniczącym rady Instytutu Strat Wojennych im. Jana Karskiego. W październiku tego samego roku objął stanowisko sekretarza stanu w Ministerstwie Spraw Zagranicznych. W MSZ powierzono mu sprawy dotyczące polityki europejskiej. W wyborach w 2023 po raz szósty z rzędu zdobył mandat poselski. Kandydował z drugiego miejsca na liście PiS w okręgu nowosądeckim, uzyskując 62 758 głosów (co stanowiło najlepszy indywidualny wynik w okręgu). W grudniu 2023 zakończył pełnienie funkcji wiceministra oraz przewodniczącego rady Instytutu Instytutu Strat Wojennych im. Jana Karskiego. W Sejmie X kadencji zasiadł w Komisji Spraw Zagranicznych i Komisji Ustawodawczej.
W kolejnych wyborach europejskich w 2024 został wybrany do Europarlamentu X kadencji z okręgu nr 10, otrzymując 93 551 głosów. W PE został członkiem grupy Europejscy Konserwatyści i Reformatorzy oraz Komisji Spraw Zagranicznych, wiceprzewodniczącym Podkomisji Praw Człowieka oraz zastępcą członka w Komisji Prawnej.

## Wyniki w wyborach ogólnopolskich
| Wybory | Komitet wyborczy                  | Komitet wyborczy                  | Organ                              | Okręg           | Wynik           |
| ------ | --------------------------------- | --------------------------------- | ---------------------------------- | --------------- | --------------- |
| 2005   |                                   | Prawo i Sprawiedliwość            | Sejm V kadencji                    | nr 14           | 9566 (3,85%)    |
| 2007   | Sejm VI kadencji                  | Prawo i Sprawiedliwość            | 47 929 (16,09%)                    | nr 14           |                 |
| 2009   | Parlament Europejski VII kadencji | Prawo i Sprawiedliwość            | nr 4                               | 53 229 (6,44%)  |                 |
| 2011   | Sejm VII kadencji                 | Prawo i Sprawiedliwość            | nr 14                              | 45 801 (16,43%) |                 |
| 2014   |                                   | Solidarna Polska Zbigniewa Ziobro | Parlament Europejski VIII kadencji | nr 10           | 6066 (0,66%)    |
| 2015   |                                   | Prawo i Sprawiedliwość            | Sejm VIII kadencji                 | nr 14           | 36 903 (11,89%) |
| 2019   | Parlament Europejski IX kadencji  | Prawo i Sprawiedliwość            | nr 10                              | 28 875 (1,66%)  |                 |
| 2019   | Sejm IX kadencji                  | Prawo i Sprawiedliwość            | nr 14                              | 72 660 (19,63%) |                 |
| 2023   | Sejm X kadencji                   | Prawo i Sprawiedliwość            | nr 14                              | 62 758 (14,69%) |                 |
| 2024   | Parlament Europejski X kadencji   | Prawo i Sprawiedliwość            | nr 10                              | 93 551 (6,28%)  |                 |

## Odznaczenia
- Krzyż Komandorski I klasy Orderu Lwa Finlandii (Finlandia, 2023)[41]

## Życie prywatne
Żonaty z Iwoną, nauczycielką, która została przewodniczącą nowosądeckiej rady miasta.